# Seeausdauer
Die Seeausdauer bezeichnet die Zeit, die ein Schiff (speziell bei Kriegsschiffen) auf See verbringen kann, ohne einen Hafen anlaufen zu müssen. Um die Seeausdauer zu verlängern, besitzen die großen Kriegsmarinen Versorgungsschiffe, die kämpfende Einheiten auf See mit Betriebsstoffen, Verbrauchsgütern, Proviant und Munition versorgen.
Die Deutsche Marine z. B. verfügt hierfür über Einsatzgruppenversorger (EGV).

## Weblink
- Wolfgang Reppin: Deutschlands Marineplanung und Ausrüstung, 2007 (PDF), abgerufen am 21. Juni 2023.